# Diario di un pazzo
Diario di un pazzo (Cinese semplificato: 狂人日记; Cinese tradizionale: 狂人日記; pinyin: Kuángrén Rìjì) è stato scritto nel 1918 da Lu Xun, uno dei maggiori esponenti della letteratura cinese del XX secolo. Questo breve racconto verrà poi incluso nel libro Alle armi, pubblicato nel 1923.
Il racconto, per quanto breve, è diviso in 13 capitoli, equivalenti ai 13 momenti in cui il diario è stato scritto, distinguibili (come ci dice all'inizio l'autore) solo dal cambio di penna o dalla diversa calligrafia dell'ipotetico pazzo che tiene il diario.
Il testo è considerato lo statuto letterario del Baihua (Cinese: 白话; pinyin: báihuà), una lingua volgare che è divenuta lingua letteraria proprio grazie a Lu Xun.

## Trama
In queste poche pagine di racconto colui che scrive il diario rivela subito anche se indirettamente le proprie paranoie.
Dagli sguardi di disapprovazione della gente deduce che il mondo stia complottando contro di lui, e arriva a questa conclusione anche attraverso particolari che probabilmente percepisce alterati per colpa della sua malattia.
Partendo da queste supposizioni il pazzo crea nella sua mente una rete di collegamenti che lo portano a scoprire un complotto immaginario: "Tutti vogliono carne umana e tutti temono al tempo stesso di essere divorati dagli altri.." (capitolo IX)

## Significato
In realtà con questa metafora del cannibalismo Lu Xun vuole denunciare i valori fittizi della società del suo tempo che "divorano l'individualità delle persone".
Inoltre nel testo possiamo leggere fra le righe alcuni tratti fondamentali del pensiero di Lu Xun che ripugna la storia cinese per il suo oscurantismo e la natura oppressiva del suo imperialismo ("Solo oggi mi rendo conto che in questo posto la gente si è costantemente cibata di carne umana per quattromila anni", capitolo XII) e la sua avversità alla morale confuciana ("...un bravo figliolo per essere considerato tale dovrebbe essere pronto a tagliarsi di dosso un pezzo di carne, cuocerla e offrirla a loro:", capitolo XI).
Il racconto si conclude con un appello e una nota di speranza: "Salvate i bambini!..."